# Gemeiner Windhalm
Der Gemeine Windhalm (Apera spica-venti), auch Gewöhnlicher Windhalm oder Acker-Windhalm genannt, ist eine Pflanzenart aus der Gattung Windhalm (Apera) innerhalb der Familie der Süßgräser. Sie ist in Eurasien weit verbreitet.

## Beschreibung

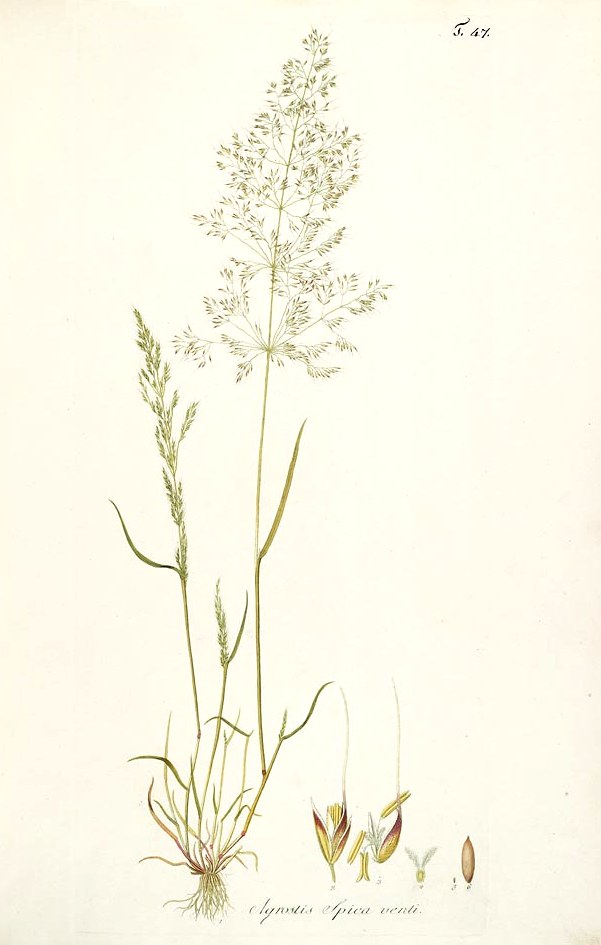
Illustration

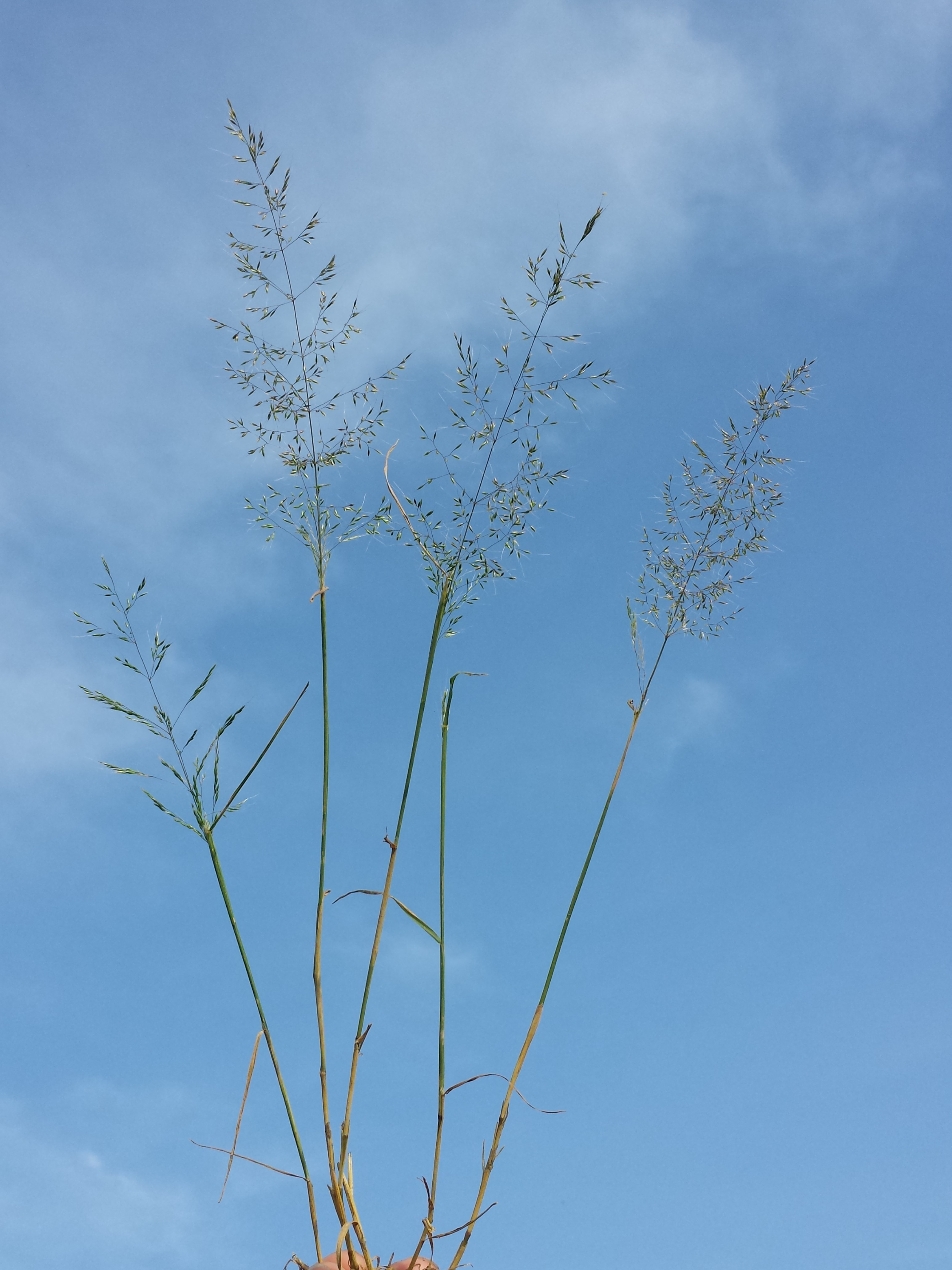
Habitus

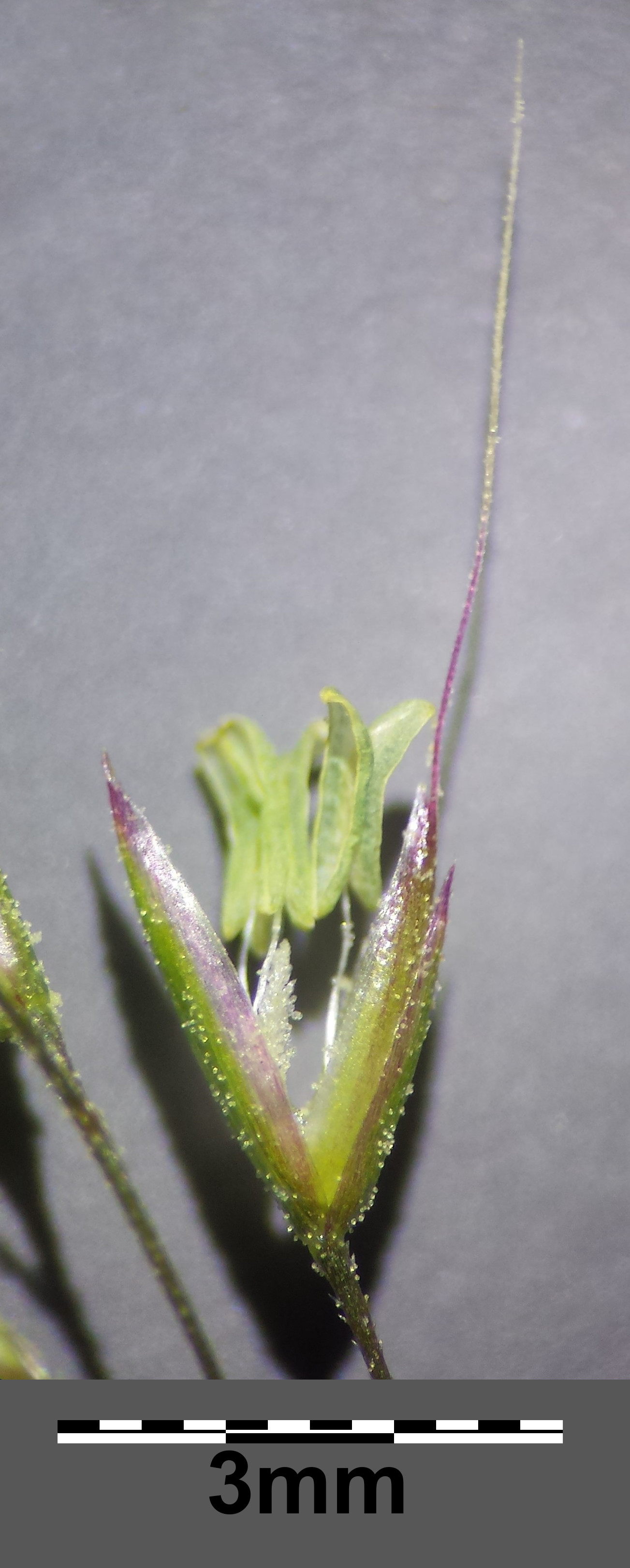
Ährchen

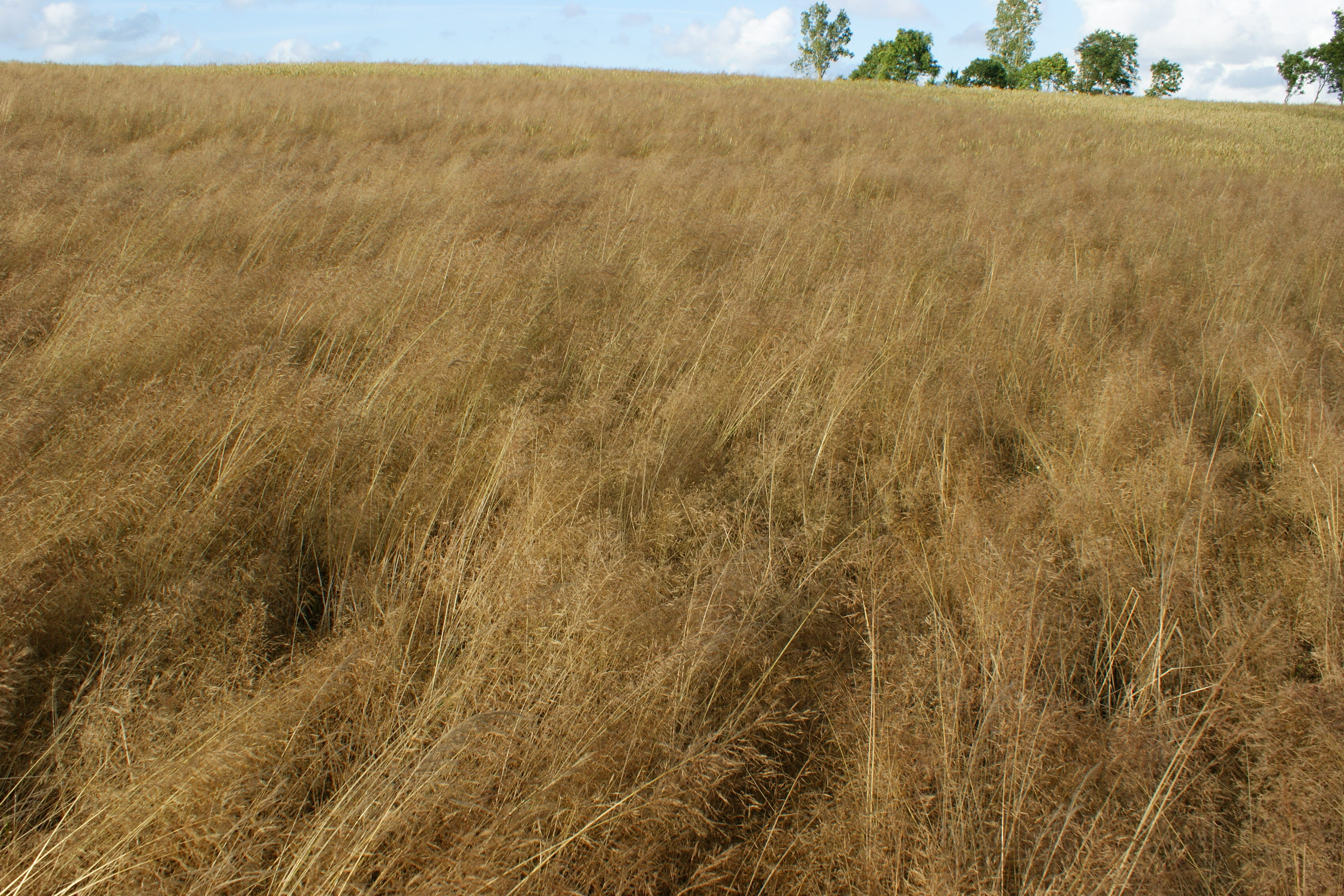
Acker mit dem Gemeinen Windhalm

### Vegetative Merkmale
Der Gemeine Windhalm wächst als einjährige krautige Pflanze und erreicht Wuchshöhen von 30 bis 100 Zentimetern. Die Halme sind aufrecht oder gekniet aufsteigend, glatt und kahl und haben 2 bis 4 Knoten. Ihre Blattscheiden liegen dem Halm eng an, sie sind glatt oder leicht rau. Das Blatthäutchen ist 4 bis 6 Millimeter lang. Die (1)2 bis 5 (bis 8) Millimeter breite Blattspreite ist bis 20 Zentimeter lang, rau und flach mit einer langgezogenen Spitze.

### Generative Merkmale
Die Blütezeit liegt im Juni und Juli. Der lockere, breite, rispige Blütenstand ist 10 bis 30 Zentimeter lang. Nach der Anthese sind die Rispen zusammengezogen. Die dünnen Seitenäste gehen zu 3 bis 10 von der Hauptachse ab und sind bis zu 15 Zentimeter lang, manchmal geschlängelt und tragen die Ährchen. Die seitlichen Ährchen sind kurz-, die endständigen langgestielt. Die einblütigen, schmalen Ährchen können grün oder rötlich-violett überlaufen sein. Die Ährchen sind (ohne Granne gemessen) 2 bis 3 Millimeter lang und besitzen eine 5 bis 10 Millimeter lange Granne. Die Ährchen zerfallen zur Reifezeit zwischen der oberen Hüllspelze und der Blüte. Die untere Hüllspelze ist 1,5 bis 2 Millimeter lang, die obere ist 2 bis 3 Millimeter lang. Die Deckspelze ist 2 bis 3 Millimeter lang, anfangs häutig, später verdickt und wenige unterhalb der Spitze begrannt. Die Granne ist gerade oder geschlängelt und rau. Die Vorspelze ist zweinervig und auf den Kielen rau. Die Staubbeutel sind 1 bis 1,8 Millimeter lang.
Die Chromosomenzahl beträgt 2n = 14.

## Ökologie
Der Gemeine Windhalm ist eine sommer- oder winterannueller, mesomorpher Therophyt. Er wurzelt 15 bis 60 Zentimeter tief.
Blütenökologisch handelt es sich um Windblütigkeit nach dem „Langstaubfädigen Typ“. Die Blüten sind selbststeril.
Diasporen (Ausbreitungseinheiten) sind die Karyopsen mit den Vorspelzen und den lang begrannten Deckspelzen. Sie breiten sich als Windstreuer, Schirmchenflieger und Kletthafter aus. Daneben erfolgt Menschenausbreitung als Agrikulturbegleiter und Ruderalpflanze. Es werden bis zu 600 Ausbreitungseinheiten pro Pflanze gebildet. Die Samen keimen zuweilen auch schon auf der Mutterpflanze aus, so dass man von einer Viviparie sprechen kann.

## Vorkommen
Das Verbreitungsgebiet erstreckt sich von Europa bis Sibirien, von Marokko bis zum Iran und umfasst Makaronesien. Der Gemeine Windhalm kommt in ganz Europa häufig vor, lediglich in Südeuropa ist er seltener anzutreffen. In den Alpen wird er oberhalb 1200 bis 1400 Meter seltener, kommt aber stellenweise verschleppt bis 2300 Meter Meereshöhe vor.
Der Gemeine Windhalm wächst vor allem als „Unkraut“ in Getreidefeldern, insbesondere im Roggen. Er gedeiht am besten in kalkfreien Böden und kann daher durch Kalkung zurückgedrängt werden. Auf von Natur aus kalkhaltigen Böden ist der Windhalm ein Indikator für die Entkalkung des Ackerbodens. Der Gemeine Windhalm findet sich auch auf Ruderalflächen und an Wegrändern, von wo aus er immer wieder auf die Äcker vordringen kann. Apera spica-venti bildet kleine, leichte Samen aus, die der Wind weit verfrachtet. Der Gemeine Windhalm wurde durch das Aufkommen des Mähdreschers gefördert, da der Drusch nun später erfolgt und mehr Zeit zum Ausreifen der Samen zur Verfügung steht.
Der Gemeine Windhalm ist neben der Kornblume, der Schmalblättrigen und der Rauhaarigen Wicke eine Verbands-Charakterart der Windhalm-Äcker (Aperion spicae-venti). Er gilt damit für Wintergetreideäcker auf basenarmen Böden als besonders typisch.
Die ökologischen Zeigerwerte nach Landolt et al. 2010 sind in der Schweiz: Feuchtezahl F = 2+ (frisch), Lichtzahl L = 3 (halbschattig), Reaktionszahl R = 2 (sauer), Temperaturzahl T = 4 (kollin), Nährstoffzahl N = 4 (nährstoffreich), Kontinentalitätszahl K = 4 (subkontinental).

## Taxonomie und Systematik
Der Gemeine Windhalm wurde 1753 von Carl von Linné in Species Plantarum, Tomus 1, S. 61 als Agrostis spica-venti erstbeschrieben. Die Art wurde 1812 von Ambroise Marie François Joseph Palisot de Beauvois in Essai d'une nouvelle agrostographie; ou nouveaux genres des graminées ... S. 31 als Apera spica-venti (L.) P.Beauv. in die Gattung Apera gestellt.
Man kann 2 Unterarten unterscheiden:
- Apera spica-venti subsp. maritima (Klokov) Tzvelev: Sie kommt in Europa in Rumänien, in der Ukraine und im südwestlichen Russland und dazu in Asien vor.[8][9]
- Apera spica-venti subsp. spica-venti.

## Trivialnamen
Als weitere Bezeichnungen für den Gemeinen Windhalm sind oder waren, zum Teil auch nur regional, auch gebräuchlich: Katten-swans (Altmark), Leetharl (Mecklenburg), Mäddl (Altmark), Marl (Mecklenburg), Matt’l (Mecklenburg), Meddel (Ostfriesland), Midel (Ostfriesland), Midelt (Ostfriesland), Schlirpgras (Schweiz), Windfahne und Windhalm (Schweiz).